# Tancerze

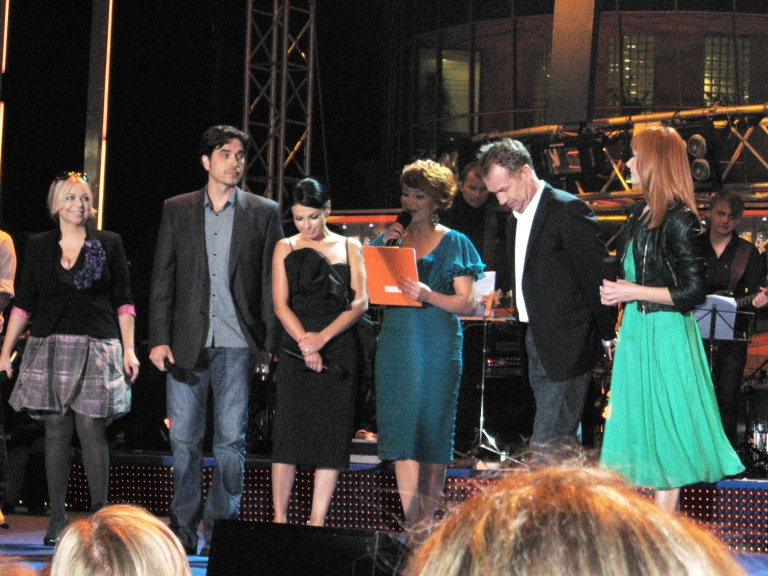
Aktorzy serialu "Tancerze" podczas koncertu inaugurującego kolejny sezon, Warszawa 2009

Tancerze – polski serial emitowany na antenie TVP2 oraz TVP HD od 4 kwietnia 2009 do 16 grudnia 2010 w czwartki o godz. 21.40. Serial jest polską wersją hiszpańskiej produkcji Un paso adelante oraz amerykańskiego serialu Fame. Ukazuje perypetie uczniów prestiżowej szkoły sztuk scenicznych. Marzeniem młodych ludzi jest kariera na estradzie.
Wyemitowano trzy serie serialu (33 odcinki). Z powodu niskiej oglądalności TVP2 podjęła decyzję o zakończeniu produkcji.

## Fabuła
Akcja serialu rozgrywa się w szkole sztuk scenicznych Heleny Nałęcz-Gonzales, która po latach spędzonych w podobnej akademii w Madrycie założyła we Wrocławiu własną szkołę. Uczą w niej: Alicja, dawna uczennica Heleny, której życie zmienił wypadek na scenie, Jowita – nauczycielka śpiewu, Krzysztof – nieprzewidywalny aktor i uwodziciel, a także kilka innych ekscentrycznych postaci. Łączy ich artystyczna kariera, która w różny sposób skomplikowała ich losy.

## Postacie

### Profesorowie
- Helena Nałęcz-Gonzales (Małgorzata Niemirska) – założycielka i dyrektorka „Akademii Heleny Nałęcz-Gonzales”. Przez wiele lat pracowała w Madrycie w podobnej instytucji. Postanowiła przenieść swoje doświadczenia na grunt polski i osiem lat wcześniej wróciła do Wrocławia. Helena to surowa, sprawiedliwa, wielkoduszna kobieta: łagodzi spory, szybko i spokojnie podejmuje decyzje. Nie tylko uczy, ale i wychowuje. Ma poczucie winy w stosunku do Alicji, bo 10 lat temu kazała jej tańczyć w przedstawieniu, mimo że Alicja była chora i osłabiona. Alicja doznała wtedy kontuzji, która złamała jej życie.

- Alicja Pawłowicz (Magdalena Walach) – nauczycielka tańca klasycznego w szkole Heleny. Dzięki Helenie podnosi się z upadku zawodowego i moralnego (epizody w pubach go-go, prostytucja, alkoholizm). Jest zawodową tancerką, najlepszą uczennicą Heleny w czasach, kiedy ta była profesorem w szkole baletowej. Po kontuzji na scenie Alicja zmuszona była przestać tańczyć. Obecnie jest związana z Krzysztofem.

- Roma Kowalska (Katarzyna Glinka) – nauczycielka tańca nowoczesnego. Nadal czeka na swoją szansę zaistnienia na scenie. Niespełniona, sfrustrowana artystka, która czuje, że praca w szkole jest poniżej jej możliwości. Zostaje wyrzucona przez Helenę z powodu swego braku zaangażowania w lekcje i egzaminy. Dostaje staż w popularnym zespole muzycznym i wyjeżdża do Londynu. Po pewnym czasie ponownie zostaje zatrudniona w szkole.

- Klaudia Lichotek (Katarzyna Cichopek) – nauczycielka śpiewu. Po egzaminach semestralnych odkrywa, iż jest w piątym miesiącu ciąży. Opuszcza szkołę by móc zamieszkać wraz z ukochanym we Włoszech.

- Krzysztof Nawojczyk (Marcin Dorociński) – profesor sztuki aktorskiej. Wycofał się ze świata filmu i postanowił zostać nauczycielem. Twierdzi, że najlepszą nauką jest zabawa. Przy zaliczeniach często każe uczniom wykonywać ekscentryczne zadania. Aktualnie jest związany z Alicją.

- Bernard Kruk (Mirosław Baka) – profesor historii teatru i dyrektor administracyjny szkoły. Nauczyciel z dorobkiem, wzbudza szacunek. Żonaty z pisarką romansideł. Bernard traktuje zarówno życie swoje, jak i szkoły jak zbiór przepisów. Jego pogląd na życie, a w konsekwencji na Akademię, zmienia pod wpływem silnego wstrząsu. Podkochuje się w nim Jowita, nowa nauczycielka śpiewu.

- Jerzy Biegacz (Wojciech Mecwaldowski) – nauczyciel muzyki. Mąż Romy, z którą właśnie się rozstaje. Swoimi kłopotami uczuciowymi wzbudza wesołość wśród uczniów. Zawsze chce dobrze, ale nigdy mu nie wychodzi. Aktualnie zaręczony ze swoją studentką Ingą Sawczuk.

- Jowita Kuś-Cassati (Violetta Arlak) – nauczycielka śpiewu. Zastąpiła Klaudię. Jowita podkochuje się w Bernardzie. Jest kobietą mówiącą ludziom wprost co myśli.

- Antoni Rapacki (Janusz Michałowski) – szkolny woźny. Były technik teatralny. Pozornie nie ma konkretnych obowiązków, ale to dzięki niemu w szkole panuje względny porządek organizacyjny. Oddany Helenie, z którą zna się jeszcze z pracy w teatrze. Ciepły i serdeczny, ale gdy trzeba potrafi być stanowczy i opryskliwy. Przyjaźni się z Piotrem.

### Studenci
- Inga Sawczuk (Natalia Lesz) – wesoła, otwarta na świat i ludzi, zadziorna i odważna, pełna energii. Przyjaźni się z Dorotą. Ma romans z nauczycielem muzyki Jerzym. Ma problemy ze śpiewem. Kiedy Roma dowiedziała się, że Jerzy zdradza ją z Ingą, wystawiła Indze ocenę niedostateczną z tańca nowoczesnego.

- Robert Kaczmarek (Kamil Czarnecki) – typ aroganckiego twardziela-przystojniaka. Podrywacz, dla którego każda kobieta to zdobycz. Opryskliwy, ale jednocześnie inteligentny, błyskotliwy i dowcipny. Wywyższa się nad innych, czym maskuje swoje braki w talencie, ale w gruncie rzeczy bardzo wrażliwy. Z byłą dziewczyną ma syna, którego bardzo kocha, ale się z nim nie widuje.

- Dorota Molenda (Karolina Szymańska (aktorka)) – jest z Wrocławia, pochodzi z prostej i niezamożnej rodziny. Pomaga tacie wychowywać młodszego brata. Ojcu nie do końca podoba się, że przez szkołę tańca córka wyprowadziła się z domu. Na co dzień jest raczej wycofana i wstydliwa. Nie czuje się pewnie w dużej grupie. W tańcu nagle ożywa i rozkwita. Dorota marzy o roli w Kotach.

- Piotr Treblicki (Sebastian Fabijański / Gabriel Piotrowski) – syn rybaka z Jastarni. Marzy, żeby zostać zawodowym tancerzem. Matka w pełni go popiera, ale ojciec żyje w przekonaniu, że Piotr studiuje prawo. Od początku ma kłopoty finansowe. Jest zaradny, podejmuje się różnych zajęć, ale równoczesna praca i szkoła go przerastają. Świetnie tańczy. Bardzo imponuje mu Sylwia.

- Sylwia Szymanowska (Dorota Czaja-Bilska) – córka słynnych tancerzy. Jest wyniosła i zapatrzona w siebie. Kocha taniec i w tańcu jest perfekcjonistką. Ma ciotkę Aleksandrę, tancerkę. Trzyma wszystkich na dystans, jedynie z Piotrem rozmawia szczerze, dlatego czuje się on wyróżniony. Sylwia widzi tylko swoje nieszczęścia – nie czuje się kochana przez ojca.

- Kuba Krzysztoń (Leszek Stanek) – ekstrawagancki i błyskotliwy. Powszechnie lubiany mistrz riposty. Ma duże poczucie humoru. Śpiewa, gra, tańczy.

- Rafał „RAFA” Czałtis (Wojciech Michalak) – nie musiał zdawać egzaminów do szkoły, gdyż dostał stypendium. Jest bardzo utalentowany i uwielbia jazz. Nie umie czytać nut. Jest ekstrawagancki, wygadany i pewny siebie wprowadza sporo zamieszania w szkole. Gra na saksofonie. Najlepiej dogaduje się z Jerzym. Zaprzyjaźnił się także z Kubą.

- Marta Pawłowicz (Kaja Walden) – młodsza siostra Alicji. Dziewczyna jest lubiana przez studentów. Podkochuje się w Piotrze. Ma ogromny talent taneczny, który Alicja próbuje ignorować ze względu na łączące je więzi.

## Obsada
| Aktor                                                                | Rola                   |
| -------------------------------------------------------------------- | ---------------------- |
| Małgorzata Niemirska                                                 | Helena Nałęcz-Gonzales |
| Magdalena Walach                                                     | Alicja Pawłowicz       |
| Katarzyna Glinka                                                     | Roma Kowalska          |
| Katarzyna Cichopek                                                   | Klaudia Lichotek       |
| Marcin Dorociński                                                    | Krzysztof Nawojczyk    |
| Mirosław Baka                                                        | Bernard Kruk           |
| Wojciech Mecwaldowski                                                | Jerzy Biegacz          |
| Violetta Arlak                                                       | Jowita Kuś-Cassati     |
| Janusz Michałowski                                                   | Antoni Rapacki         |
| Natalia Lesz                                                         | Inga Sawczuk           |
| Kamil Czarnecki                                                      | Robert Kaczmarek       |
| Karolina Szymańska                                                   | Dorota Molenda         |
| Sebastian Fabijański (I i II seria) / Gabriel Piotrowski (III seria) | Piotr Treblicki        |
| Dorota Czaja-Bilska                                                  | Sylwia Szymanowska     |
| Leszek Stanek                                                        | Kuba Krzysztoń         |
| Anna Matysiak                                                        | Luiza Rybarczyk        |
| Wojciech Michalak                                                    | Rafał "Rafa" Czałtis   |
| Kaja Walden                                                          | Marta Pawłowicz        |
| Marcin Krajewski                                                     | Miron Jorge            |
| Katarzyna Kurylońska                                                 | Aleksandra Szymanowska |
| Jacek Borkowski                                                      | Konstanty Szymanowski  |
| Wiesław Cichy                                                        | Henryk Molenda         |
| Marcin Mroczek                                                       | on sam                 |
| Rafał Mroczek                                                        | on sam                 |
| Mirosław Zbrojewicz                                                  | ojciec Piotra          |

## Oglądalność
| Odcinek | Premiera w TVP2      | Oglądalność |
| ------- | -------------------- | ----------- |
| 1       | 4 kwietnia 2009      | 2 500 482   |
| 2       | 11 kwietnia 2009     | 1 786 605   |
| 3       | 18 kwietnia 2009     | 1 755 322   |
| 4       | 25 kwietnia 2009     | 1 357 675   |
| 5       | 2 maja 2009          | 1 218 436   |
| 6       | 9 maja 2009          | 1 380 624   |
| 7       | 16 maja 2009         | 1 829 844   |
| 8       | 23 maja 2009         | 1 207 001   |
| 9       | 10 września 2009     | 2 044 193   |
| 10      | 17 września 2009     | 1 971 286   |
| 11      | 24 września 2009     | 2 012 087   |
| 12      | 1 października 2009  | 1 732 017   |
| 13      | 8 października 2009  | 2 223 195   |
| 14      | 15 października 2009 | 2 140 339   |
| 15      | 22 października 2009 | 2 329 428   |
| 16      | 29 października 2009 | 2 144 310   |
| 17      | 5 listopada 2009     | 2 270 574   |
| 18      | 12 listopada 2009    | 2 193 627   |
| 19      | 19 listopada 2009    | 2 595 902   |
| 20      | 26 listopada 2009    | 2 458 644   |
| 21      | 16 września 2010     | 1 807 121   |
| 22      | 23 września 2010     | 1 515 072   |
| 23      | 30 września 2010     | 1 455 352   |
| 24      | 7 października 2010  | 1 617 252   |
| 25      | 14 października 2010 | 1 648 479   |
| 26      | 21 października 2010 | 1 648 197   |
| 27      | 28 października 2010 | 1 603 068   |
| 28      | 4 listopada 2010     | 1 599 521   |
| 29      | 18 listopada 2010    | 1 644 488   |
| 30      | 25 listopada 2010    | 1 361 501   |
| 31      | 2 grudnia 2010       | 1 688 778   |
| 32      | 9 grudnia 2010       | 1 673 666   |
| 33      | 16 grudnia 2010      | 1 666 393   |

Źródła.

## Spis odcinków
| #                | Data premiery    | Tytuł odcinka                |
| SERIA PIERWSZA   | SERIA PIERWSZA   | SERIA PIERWSZA               |
| Pierwszy Semestr | Pierwszy Semestr | Pierwszy Semestr             |
| ---------------- | ---------------- | ---------------------------- |
| 1                | 04.04.2009       | Pierwsze kroki               |
| 2                | 11.04.2009       | Naga prawda                  |
| 3                | 18.04.2009       | Pokusa                       |
| 4                | 25.04.2009       | Początki są trudne           |
| 5                | 02.05.2009       | Nowy                         |
| 6                | 09.05.2009       | To tylko miłość              |
| 7                | 16.05.2009       | Kwestia zaufania             |
| 8                | 23.05.2009       | Chwila szczerości            |
| SERIA DRUGA      |                  |                              |
| 9                | 10.09.2009       | Premiera                     |
| 10               | 17.09.2009       | Protest                      |
| Drugi semestr    |                  |                              |
| 11               | 24.09.2009       | Uwierzyć w siebie            |
| 12               | 01.10.2009       | U kresu sił                  |
| 13               | 08.10.2009       | Magiczne pastylki            |
| 14               | 15.10.2009       | W imię zasad                 |
| 15               | 22.10.2009       | Pozytywka z tancerką         |
| 16               | 29.10.2009       | Z miłością się nie igra      |
| 17               | 05.11.2009       | Dystans                      |
| 18               | 12.11.2009       | Wszystko albo nic            |
| 19               | 19.11.2009       | Droga nad morze              |
| 20               | 26.11.2009       | A co z wakacjami?            |
| SERIA TRZECIA    |                  |                              |
| Trzeci semestr   |                  |                              |
| 21               | 16.09.2010       | Po wakacjach                 |
| 22               | 23.09.2010       | Bezdomni                     |
| 23               | 30.09.2010       | Pod wpływem chwili           |
| 24               | 07.10.2010       | Pierścionki                  |
| 25               | 14.10.2010       | Bo najważniejsza jest miłość |
| 26               | 21.10.2010       | Wyciągnąć wnioski            |
| 27               | 28.10.2010       | Urodziny                     |
| 28               | 04.11.2010       | Faceci to świnie             |
| 29               | 18.11.2010       | Gra pozorów                  |
| 30               | 25.11.2010       | Sekrety i kłamstwa           |
| 31               | 02.12.2010       | W obronie teatru             |
| 32               | 09.12.2010       | Love Me Tender               |
| 33               | 16.12.2010       | Show must go on              |

## Muzyka w serialu
| Sezon | Odcinek | Czołówka           | Czołówka                        | Sekcja końcowa     | Sekcja końcowa              |
| Sezon | Odcinek | Wykonawca          | Piosenka                        | Wykonawca          | Piosenka                    |
| ----- | ------- | ------------------ | ------------------------------- | ------------------ | --------------------------- |
| 1     | 1       | Leo Sayer          | "You make me feel like dancing" | Jamal              | "Pull Up"                   |
| 1     | 2       | Leo Sayer          | "You make me feel like dancing" | Sanchia            | "Papi Papi"                 |
| 1     | 3       | Leo Sayer          | "You make me feel like dancing" | brak danych        | brak danych                 |
| 1     | 4       | Leo Sayer          | "You make me feel like dancing" | Sanchia            | "Papi Papi"                 |
| 1     | 5       | Leo Sayer          | "You make me feel like dancing" | De'Storm           | "Sexiest Song On The Radio" |
| 1     | 6       | Leo Sayer          | "You make me feel like dancing" | brak danych        | brak danych                 |
| 1     | 7       | Leo Sayer          | "You make me feel like dancing" | Mr. Z              | "Count 2 Six"               |
| 1     | 8       | Leo Sayer          | "You make me feel like dancing" | brak danych        | brak danych                 |
| 2     | 9       | Leo Sayer          | "You make me feel like dancing" | De'Storm           | "Walking on Water"          |
| 2     | 10      | Leo Sayer          | "You make me feel like dancing" | brak danych        | brak danych                 |
| 2     | 11 – 19 | Francesca Belmonte | "Breathe easy"                  | Francesca Belmonte | "Breathe easy"              |
| 2     | 20      | Francesca Belmonte | "Breathe easy"                  | brak               | brak                        |
| 3     | 21 – 30 | Francesca Belmonte | "Breathe easy"                  | Natalia Lesz       | "It's ok"                   |
| 3     | 31      | Francesca Belmonte | "Breathe easy"                  | Natalia Lesz       | "It's ok"                   |
| 3     | 32      | Francesca Belmonte | "Breathe easy"                  | Natalia Lesz       | "It's ok"                   |
| 3     | 33      | Francesca Belmonte | "Breathe easy"                  | Natalia Lesz       | "It's ok"                   |